# Albert Ketèlbey

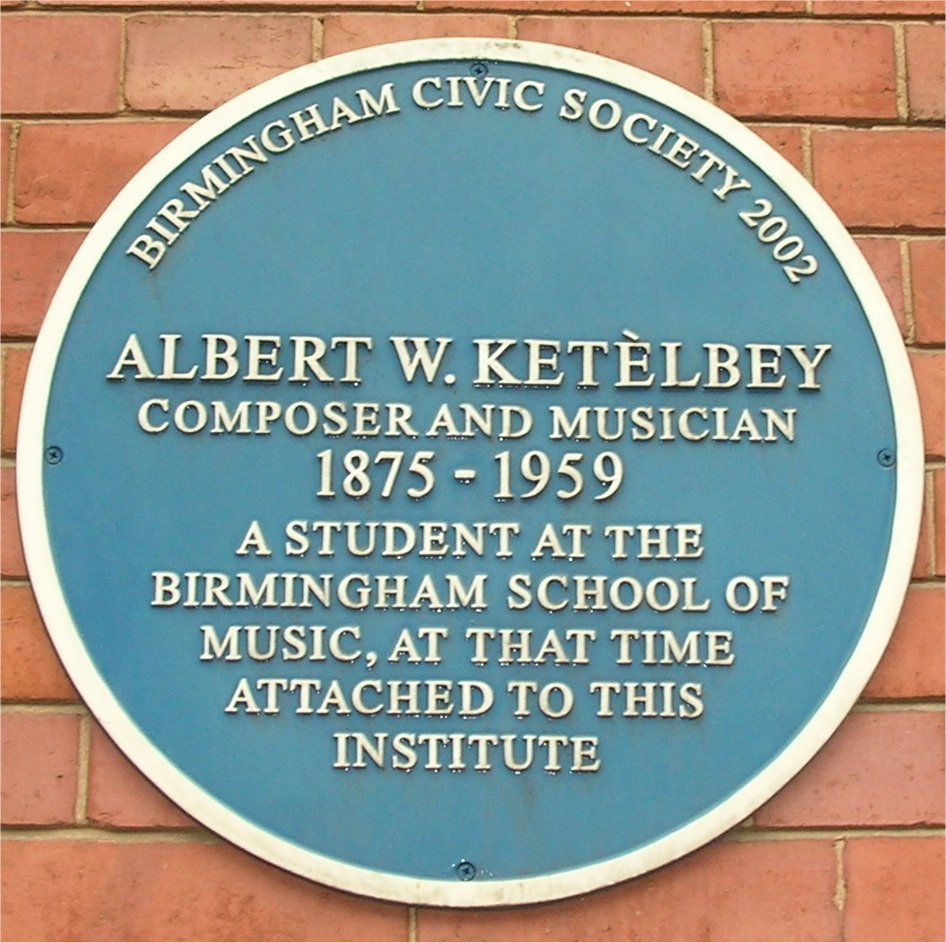
Tablica na Birmingham School of Music poświęcona pamięci Alberta Ketèlbeya

Albert William Ketèlbey (ur. 9 sierpnia 1875 w Lozells (Birmingham), zm. 26 listopada 1959 w Cowes) – angielski kompozytor, dyrygent i pianista.

## Życiorys
Już w dzieciństwie był wybitnie uzdolniony. Mając 11 lat, samodzielnie komponował sonaty fortepianowe, które znalazły uznanie samego Edwarda Elgara. Uczył się w Trinity College w Londynie, gdzie pokazał, że jego uzdolnienia obejmują również grę na innych instrumentach orkiestrowych. Szczególny talent Ketèlbeya odnosił się do utworów o tematyce orientalnej, które okazały się jego znakiem rozpoznawczym.
W Trinity College poznał Gustava Holsta, który przegrał z Ketèlbeyem w konkursie muzycznym o stypendium. Swoje pierwsze utwory prezentował pod pseudonimem Raoul Clifford i Anton Vodorinski.
Po ukończeniu studiów został dyrektorem artystycznym Teatru Variete w Londynie. W tym czasie dużo komponował, były to zarówno utwory wokalne, jak i instrumentalne. Z czasem zmienił rodzaj kompozycji, jego utwory stały się lekkie, z pogranicza muzyki popularnej. Wiele z nich wykorzystano jako akompaniament w niemym kinie, inne były często grywane podczas salonowych potańcówek.
Poza komponowaniem Ketèlbey pracował jako redaktor w wydawnictwach muzycznych, był także dyrektorem muzycznym Columbia Graphophone Company.
W 1929 r. „Performing Right Gazette” ogłosiła Ketèlbeya „największym kompozytorem imperium brytyjskiego”, nominację otrzymał na podstawie liczby wykonań jego utworów.
Z jego bogatego dorobku największą sławę przyniósł mu skomponowany w 1920 utwór Na perskim rynku, który został wykorzystany m.in. w czołówce programu podróżniczego Klub sześciu kontynentów.

## Twórczość
- The Heart’s Awakening (1908)
- In a Monastery Garden (1915)
- Phantasy for String Quartet – Listed but never found (1915)
- In the Moonlight (1919)
- In a Persian Market (1920)
- Romantic Suite (1922)
- Bank Holiday (Appy ‘Ampstead’) (1924)
- In a Chinese Temple Garden (1923)
- By the Blue Hawaiian Waters (1927)
- In the Mystic Land of Egypt (1931)
- From a Japanese Screen (1934)
- Italian Twilight (1951)